# Curtiss Motor Car Company
Curtiss Motor Car Company war ein US-amerikanischer Hersteller von Automobilen.

## Vorgeschichte
Glenn Curtiss hatte bereits 1917 in Garden City im US-Bundesstaat New York ein Flugauto hergestellt. Der Motor kam von seiner Curtiss Aeroplane and Motor Company. Das Fahrzeug wurde im Februar 1917 auf der New York Pan American Aeronautic Exposition ausgestellt. Es ist bekannt, dass es fahrbereit war. Es ist zweifelhaft, ob es fliegen konnte.

## Unternehmensgeschichte
1920 gründete Curtiss ein separates Unternehmen zur Automobilproduktion. Der Sitz war in Hammondsport im gleichen Bundesstaat. Die Produktion von Automobilen begann. Der Markenname lautete Curtiss. 1921 endete die Produktion. Insgesamt entstanden nur wenige Fahrzeuge.

## Fahrzeuge
Miles Carpenter war der Konstrukteur der Fahrzeuge. Er verwendete ein Fahrgestell von der Phianna Motors Company, das er allerdings überarbeitete. Ein Flugmotor vom Typ Curtiss OX-5 trieb die Fahrzeuge an. Charlie Kirkham passte den V8-Motor mit 100 PS Leistung für den Straßeneinsatz an. Ein Aufbau als zweisitziger Roadster mit Notsitz ist überliefert. Außerdem existieren Zeichnungen eines Tourenwagens.